# Moratuwa
Moratuwa è una città dello Sri Lanka, situata nella Provincia Occidentale.